# 索基利齊
48°47′21″N 29°7′44″E / 48.78917°N 29.12889°E
索基利齊（烏克蘭語：Сокільці），是烏克蘭的村落，位於該國西南部文尼察州，由海辛區負責管轄，面積1.16平方公里，海拔高度199米，2001年人口146，人口密度每平方公里125.65人。